# Chiesa di San Giacomo (Parma)
La chiesa di San Giacomo è un luogo di culto cattolico dalle forme barocche e neoromaniche, situato in piazzale San Giacomo 7, ad angolo con strada Massimo D'Azeglio, a Parma, in provincia e diocesi di Parma.

## Storia

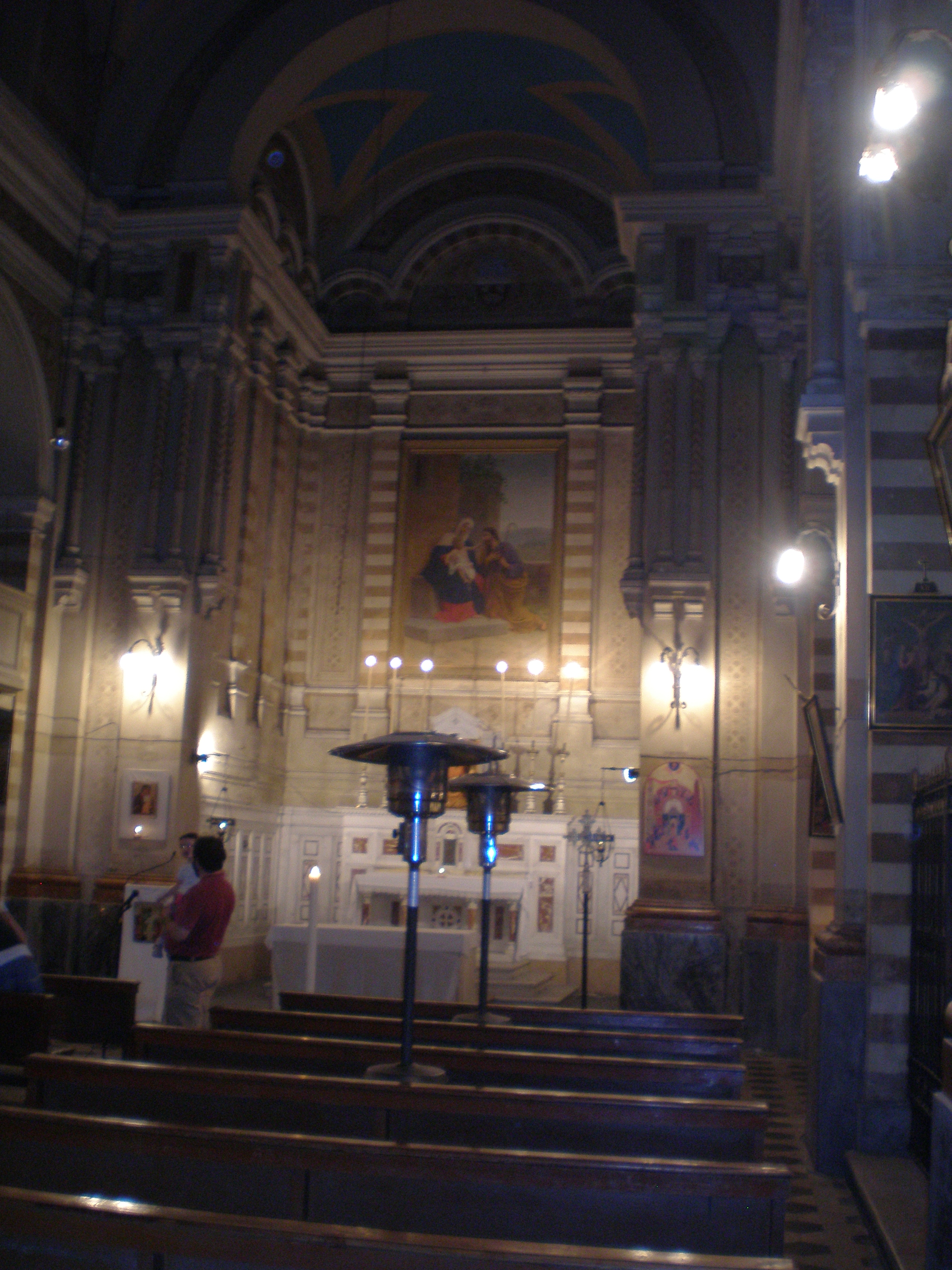
Interno

La chiesa di San Giacomo è documentata per la prima volta nel 1143: fu lungamente un priorato conventuale dipendente dall'abbazia benedettina di San Giovanni Evangelista.
Alla chiesa, che aveva dignità parrocchiale, era annesso un ospizio per i pellegrini.
La parrocchia di San Giacomo fu soppressa nel 1808 e la chiesa chiusa, ma nel 1897 fu riaperta e affidata agli stimmatini: fu benedetta dal vicario diocesano Guido Maria Conforti il 31 ottobre 1899.

## Descrizione
La chiesa è a navata unica, con due cappelle laterali.
L'interno, neoromanico, fu sistemato nel 1922 dall'architetto Camillo Uccelli, autore anche della Grotta di Lourdes del 1933.
Sull'altare maggiore nel 1909 è stato sistemato un quadro con la Sacra Famiglia.